# Odynerus ovalis
Odynerus ovalis är en stekelart som beskrevs av Henri Saussure. Odynerus ovalis ingår i släktet lergetingar, och familjen Eumenidae. Inga underarter finns listade i Catalogue of Life.